# André Baillon

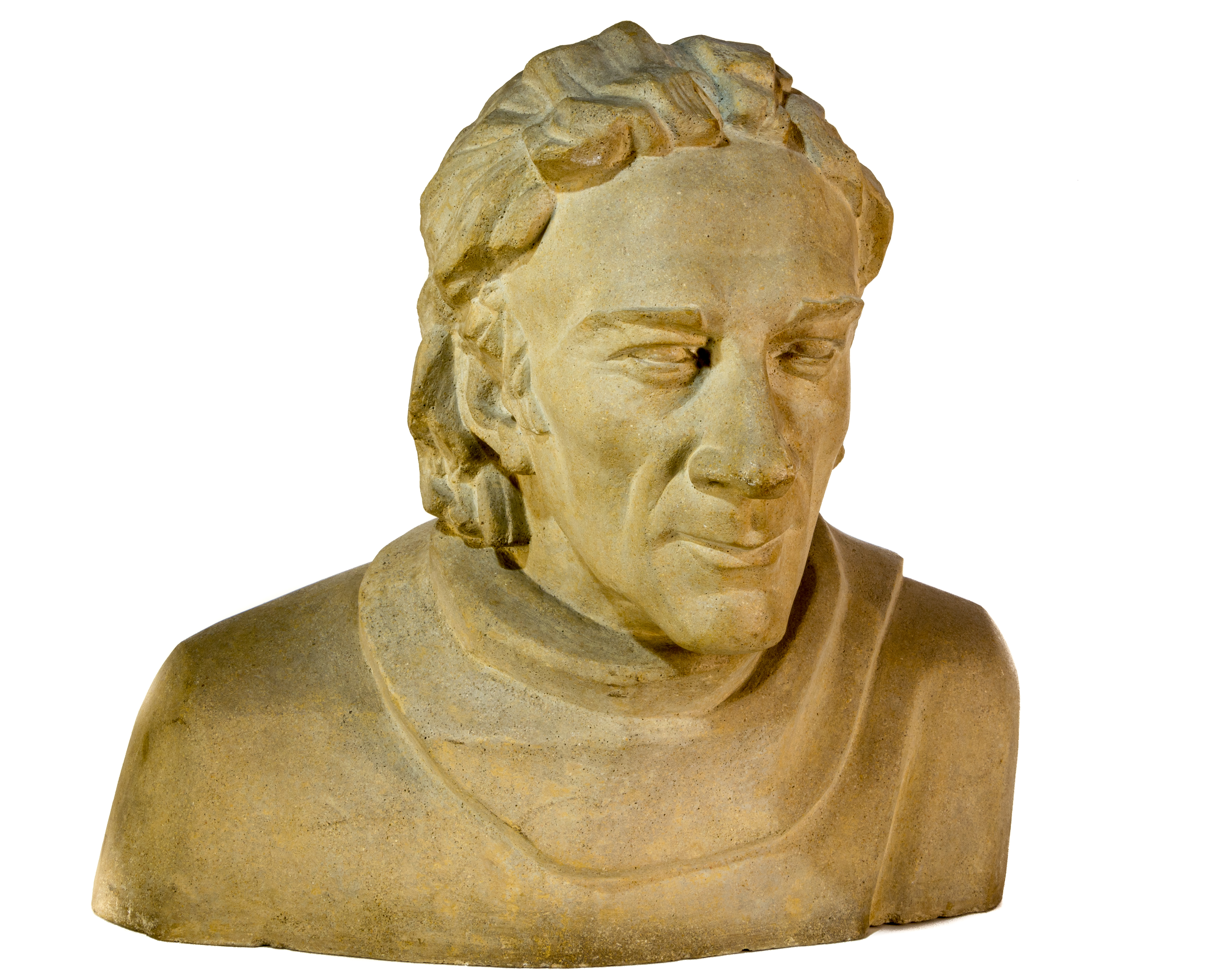
André Baillon

André-Émile-Louis  Baillon (27 de abril de 1875 - 10 de abril de 1932) fue un novelista y cuentista belga, que escribió en francés . Gran parte de su obra es de origen autobiográfico.

## Biografía
André Baillon nació el 27 de abril de 1875 en Amberes, en una familia burguesa. Su padre, Joseph-Chrétien Baillon, un empresario exitoso en la industria de la construcción, falleció poco después de su nacimiento, y su madre, Julie-Isabelle (de soltera Van Bellinghen), también murió cuando él era un niño pequeño, dejando a André al cuidado de una tía del lado paterno en Termonde. Tenía un hermano mayor, Julien, que se convirtió en abogado. André Baillon recibió una educación católica romana, asistiendo al Collège Saint Joseph en Turnhout. Asistió a la École Polytechnique de Louvain a partir de 1893. Se mudó a Bruselas, donde comenzó a escribir y a publicar en periódicos belgas, pero empezó a apostar y se vio atormentado por ideación suicida. Su primer matrimonio, en 1902, con Marie Vandenberghe, una sirvienta que había trabajado como prostituta, alivió temporalmente sus problemas. La pareja dejó Bruselas y se trasladó a la aldea de Westmalle, en Campine, donde adoptaron un estilo de vida rural.

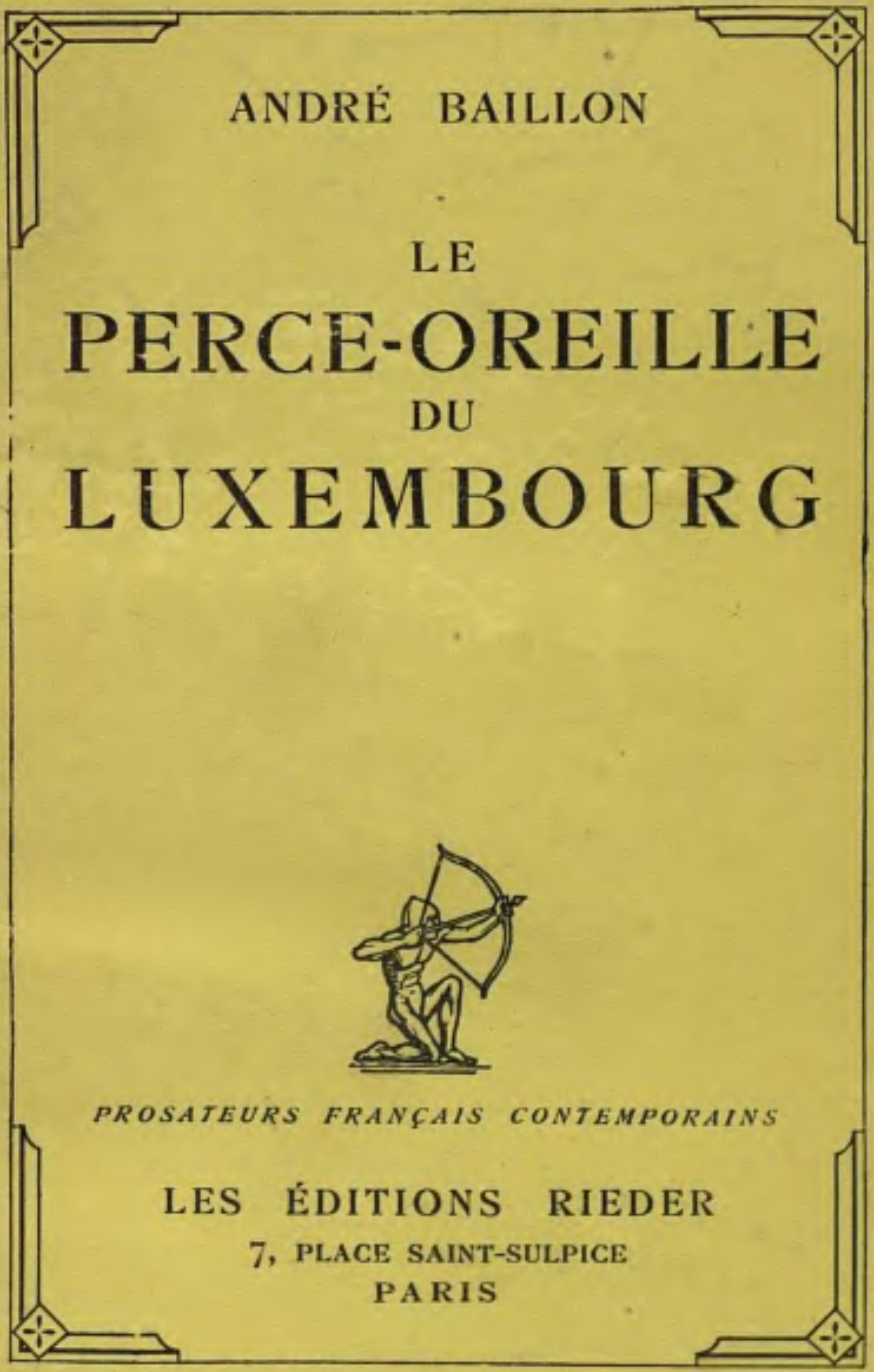
André Baillon - Le Perce-oreille du Luxemburgo, edición 1928.

Más tarde, Baillon ocupó un cargo editorial en La Dernière Heure, un periódico de Bruselas, y para la Primera Guerra Mundial estaba casado con Germaine Lievens, una pianista. La guerra lo inspiró a escribir, y Germaine lo apoyó en sus esfuerzos literarios. Muchas de sus novelas se originaron en esa década. Su primera obra importante publicada, Moi quelque part (Yo, en algún lugar), apareció por primera vez en 1920. Una versión de la misma salió en París bajo el título En Sabots (En zuecos) en 1922, y la novela, rebautizada, resultó ser un éxito crítico, atrayendo elogios de Jean-Richard Bloch y Charles Vildrac. Esto lo llevó a mudarse a París e intentar ganarse la vida con sus obras literarias. Su principal editorial fue Rieder & Cie, una casa editorial con sede en París que publicó obras de autores belgas, incluidos Constant Burniaux [fr] y Jean Tousseul [fr] durante los años de entreguerras.
El cambio resultó desastroso para la salud mental y física de Baillon. A pesar de las repetidas hospitalizaciones, continuó escribiendo, y sus obras comenzaron a abordar sus experiencias con la enfermedad mental. Durante este periodo, mantuvo un romance con la escritora Marie de Vivier [fr], quien relató la historia tras su muerte en su novela L'homme pointu (El hombre puntiagudo; 1942).[
Se suicidó el 10 de abril de 1932 en Saint-Germain-en-Laye, París.  

## Obras
Baillon escribió en francés, a pesar de ser flamenco por nacimiento y educación, y elogió el dialecto flamenco que se habla en Westmalle. Gran parte de su obra es de carácter autobiográfico; Lucien Christophe y Herman Teirlinck escribieron en 1953 que la vocación de Baillon era "deambular y tantear su camino hacia su pasado, invitándonos a deambular con él y a mirar debajo de los muebles". Además, comentan que escribir en francés sobre Flandes podría "agregar... un toque picante de confusión" a sus observaciones.[
Moi quelque part (Yo, en algún lugar; 1920) se basa en sus experiencias en Westmalle. Histoire d'une Marie (La historia de una Marie; 1921), basada en la vida de su primera esposa, aborda el tema de la prostitución, y este también es el tema de Zonzon Pépette, fille de Londres (Zonzon Pépette, hija de Londres; 1923). Par fil spécial (Por cable especial; 1924) es una respuesta "sardónica" a su etapa como editor de un periódico. Chalet I (1926) narra su estancia en el Hospital de la Salpêtrière. Le Neveu de Mademoiselle Autorité (El sobrino de la señorita Autoridad; 1930/1932) se basa en experiencias infantiles con su tía.
Sus obras posteriores, a menudo escritas mientras estaba enfermo, son apreciadas por sus pioneras y francas representaciones de la enfermedad mental, en particular la colección Délires (Delirios; 1927), descrita como "notable" y "tan rítmica como una alucinación lógica".

### Recepción histórica
La obra de Baillon fue popular en Francia durante su vida y antes de la Segunda Guerra Mundial. Fue clasificado de diversas maneras como proletario, populista y regional. A. P. Coleman, en un aviso de fallecimiento, caracteriza Histoire d'une Marie como una "novela de problemas sociales" y la compara con las obras del "mejor conocido" Charles-Louis Philippe. Maurice Gauchez, escribiendo en 1931, compara a Baillon tanto con Philippe como con Fiódor Dostoyevski, llamando la atención sobre el hecho de que los protagonistas de Baillon a menudo se encuentran en situaciones difíciles. Las obras de Baillon fueron traducidas; Histoire d'une Marie, por ejemplo, tuvo siete traducciones a finales de la década de 1920, y En Sabots y Zonzon Pépette, fille de Londres fueron traducidas al alemán.[ 
Su popularidad disminuyó después de la Segunda Guerra Mundial,  pero el autor continuó atrayendo la atención de la crítica durante la década de 1950. Simone de Beauvoir elogia Le Perce-oreille du Luxembourg en una memoria de 1960. A finales de la década de 1960, algunas de sus obras fueron adaptadas al teatro en Bélgica. A partir de mediados de la década de 1970, muchas de sus obras volvieron a imprimirse en los sellos Passé Présent/Les Éperonniers y Espace Nord. 
A finales del siglo XX y principios del XXI, la atención crítica se centró en la vida de Baillon. Sus obras fueron traducidas al holandés, rumano, chino y búlgaro. Una biografía de nl se publicó en holandés ( De Gigolo van Irma Ideaal ) en 1998, ganando el AKO Literatuurprijs y siendo traducido al francés. Se han publicado en Francia nuevas ediciones de varias novelas de Baillon por Cent Pages, Finitude y fr . Les Nouveaux Cahiers André Baillon, una publicación periódica que cubre las investigaciones sobre sus obras, se publicó entre 2003 y 2011, y sus editores también celebraron una conferencia en Bélgica sobre el tema en 2007. 